# Ambulyx reducta
Ambulyx reducta är en fjärilsart som beskrevs av Clayton Dissinger Mell. Ambulyx reducta ingår i släktet Ambulyx och familjen svärmare. Inga underarter finns listade i Catalogue of Life.